# 1541 az irodalomban
Az 1541. év az irodalomban.

## Megjelent művek

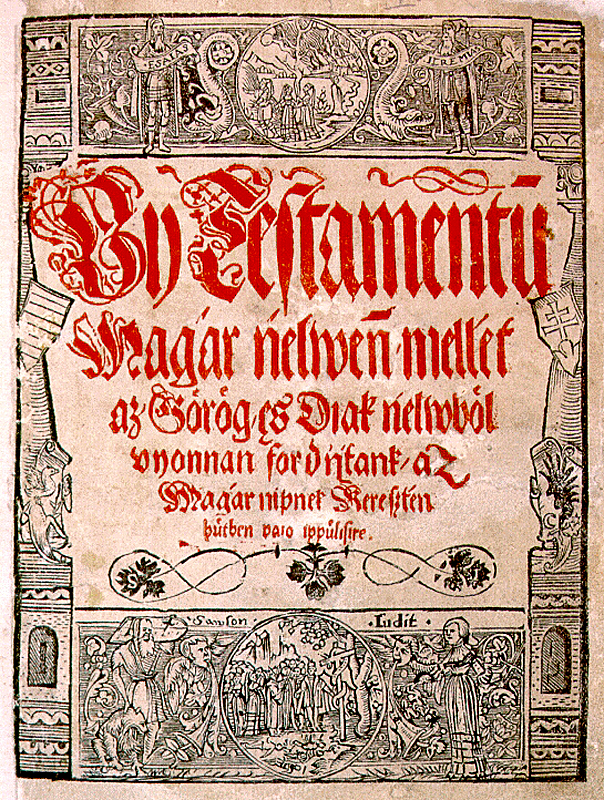
Sylvester János Újszövetség-fordítása (1541)

- Abádi Benedek könyvnyomtató a sárvár-újszigeti műhelyben kinyomtatja Sylvester János Újszövetség-fordítását. Ez az első, hazai nyomdában készült magyar nyelvű könyv, az első nyomtatott, magyar nyelvű teljes Újszövetség.
- Megjelenik svéd nyelven a teljes Biblia (1540–1541)
- Franciául is megjelenik Kálvin János fő műve, az először 1536-ban latinul kiadott Institutio christianae religionis (A keresztény vallás rendszere). Művét maga Kálvin fordította le, „francia fordítása az új francia próza fontos állomása.”[1]

## Születések
- 1541 – Jakub Wujek lengyel jezsuita, teológus, egyházi író, a Biblia lengyel fordítója; többek között a kolozsvári jezsuita akadémia első rektora († 1597)
- 1541 – Guðbrandur Þorláksson izlandi egyházi személy, térképész, matematikus, az izlandi könyvkiadás úttörője († 1627)

## Halálozások
- április – Fernando de Rojas spanyol drámaíró, a szefárd irodalom kiemelkedő alakja (* 1465)
- október 13. Werbőczy István jogtudós, a Tripartitum opus iuris consuetudinarii inclyti regni Hungariae szerzője (* 1458)